# Союз 16
„Союз 16“ е съветски пилотиран космически кораб.

## Екипажи

### Основен екипаж
- Анатолий Филипченко (2) – командир
- Николай Рукавишников (2) – бординженер

### Дублиращ екипаж
- Владимир Джанибеков – командир
- Борис Андреев – бординженер

### Резервен екипаж
- Юрий Романенко – командир
- Александър Иванченков – бординженер

## Описание на полета
Това е кораб № 73 от модификацията Союз 7К-ТМ, предвидена за провеждане на съвместния съветско-американски пилотиран полет по програма Аполо-Союз. Това е първи пилотиран и общо трети на модификацията.
По време на полета се провеждат изпитания на бордовите системи, преработени за нуждите на съвместния полет – новият андрогинен скачващ възел, системите за ориентация и управление на движението, животоподдържащите системи. По време на полета се проверяват и възможностите за взаимодействието на наземните служби на СССР и САЩ. Всички цели на полета са изпълнени успешно.